# Лито I Атреидски
Дук Лито I Атреидски (на английски: Leto I Atreides) е измислен герой от романа на Франк Хърбърт „Дюн“ и от трилогията-прелюдия.
Лито I е баща на Пол Атреидски и дядо на Лито II.
Лито I взима Бин Джезъритката Джесика Атреиди за своя наложница. Те двамата никога не сключват брак, за да е възможен евентуален съюз с друга Велика династия. Лито не знае, че Джесика е незаконна дъщеря на неговия основен опонент, барон Владимир Харконен. Лито I и Джесика са изцяло отдадени един на друг и през 10 176 година след създаването на Космическото сдружение, Джесика му ражда син, Пол.
Лито е познат в някои имперски кръгове, както и от императора, като „Червеният дук“ и си е спечелил уважението като политик, способен главнокомандващ на малката си армия. Той взима на служба при себе си опитни личности, в това число Туфир Хауът, Гърни Халик и Дънкан Айдахо. Лито използва Джесика и Хауът за свои главни съветници.
През 10 191 година двамата му най-големи врагове, падишах-императорът Шедъм Корино IV и барон Владимир Харконен, замислят заговор срещу него. Владимир Харконен е принуден от императора да се откаже от управлението на Аракис в полза на Лито, което изисква от Лито да напусне Каладън.
Управлението му на Аракис е кратко, тъй като е извършено предателство от доктор Уелингтън Юи, семейният доктор и е предаден жив на барон Харконен. Юи, като отмъщение към барона, че е убил жена му, поставя на Лито изкуствен зъб, пълен с отровен газ.
Лито умира на 51 години. Синът му, Пол, и Джесика, която по време на нападението е бременна с дъщерята на Лито, Алая, успяват да се спасят при свободните.